# 乳白色牧場 (亞利桑那州)
米白色牧場（英語：Milky Ranch）是位於美國亞利桑那州阿帕契縣的一個非建制地區。該地的面積和人口皆未知。

## 地理
米白色牧場的座標為34°46′39″N 109°43′43″W / 34.77750°N 109.72861°W，而該地的平均海拔高度為1890米（即5446英尺）。